# Конколево (Лещинський повіт)
Конколево (пол. Kąkolewo, нім. Kankel (Kreis Lissau)) — село в Польщі, у гміні Осечна Лещинського повіту Великопольського воєводства.
Населення — 2541 особа (2011).
У 1975-1998 роках село належало до Лешненського воєводства.

## Демографія
Демографічна структура станом на 31 березня 2011 року:
|          | Загалом | Допрацездатний вік | Працездатний вік | Постпрацездатний вік |
| -------- | ------- | ------------------ | ---------------- | -------------------- |
| Чоловіки | 1273    | 271                | 856              | 146                  |
| Жінки    | 1268    | 287                | 712              | 269                  |
| Разом    | 2541    | 558                | 1568             | 415                  |